# スルタン・ビン・サルマーン・アール＝サウード
スルタン・ビン・サルマーン・ビン・アブドゥルアズィーズ・アール＝サウード（アラビア語: سلطان بن سلمان آل سعود, ラテン文字転写: Sulṭān bin Salmān Āl Suʿūd, 英語: Sultan bin Salman bin Abdulaziz Al Saud, 1956年6月27日 - ）は、サウジアラビア空軍のパイロットで、STS-51-Gのミッションで、ペイロードスペシャリストとしてスペースシャトルで宇宙を訪れた人物である。サウード家の一員であり、王族として初めて、またアラブ人、イスラム教徒としても初めて宇宙飛行を経験した。

## 生い立ち
スルタンは、1956年6月27日にリヤドで生まれた。第7代サウジアラビア国王のサルマーン・ビン・アブドゥルアズィーズの二男であり、2011年7月に亡くなった母のサルマーン・ビン・トゥルキー・アッ＝スダイリーは、かつてのアスィール州知事であったサルマーンのおじトルキ・ビン・アハマド・アル・スデイリの娘であった。スルタンと父母の同じ兄弟には、ファハド、アフマド、アブドゥルアズィーズ、ファイサル、ハッサがいる。

## 教育
スルタンは、リヤドで初等及び中等教育を受け、デンバー大学を卒業してマスコミュニケーションの学位を取得した。1999年には、シラキュース大学で社会政治学の修士号を取得した。

## 経歴
スルタンは1982年に通信・情報技術省の国際コミュニケーション部で研究を開始し、1984年まで在職した。スルタンは、サウジアラビアの選手が1984年ロサンゼルスオリンピックに参加するためのメディア委員会の副委員長を務めた。その後、情報省にテレビ広告部が創設され、部長代理に指名された。
1985年の6月17日から6月24日まで、STS-51-Gのペイロードスペシャリストとして宇宙を訪れた。アメリカやフランスの宇宙飛行士を含む7人の国際クルーの一員として、彼はアラブ通信衛星会社の代表として衛星ARABSAT-1Bの展開に携わった。スルタンは当時28歳で、最年少のスペースシャトル乗組員の記録も持っている。
後に彼は、宇宙を訪れたすべての宇宙飛行士から構成される国際組織である宇宙探検家協会の設立に携わり、数年間役員を務めた。

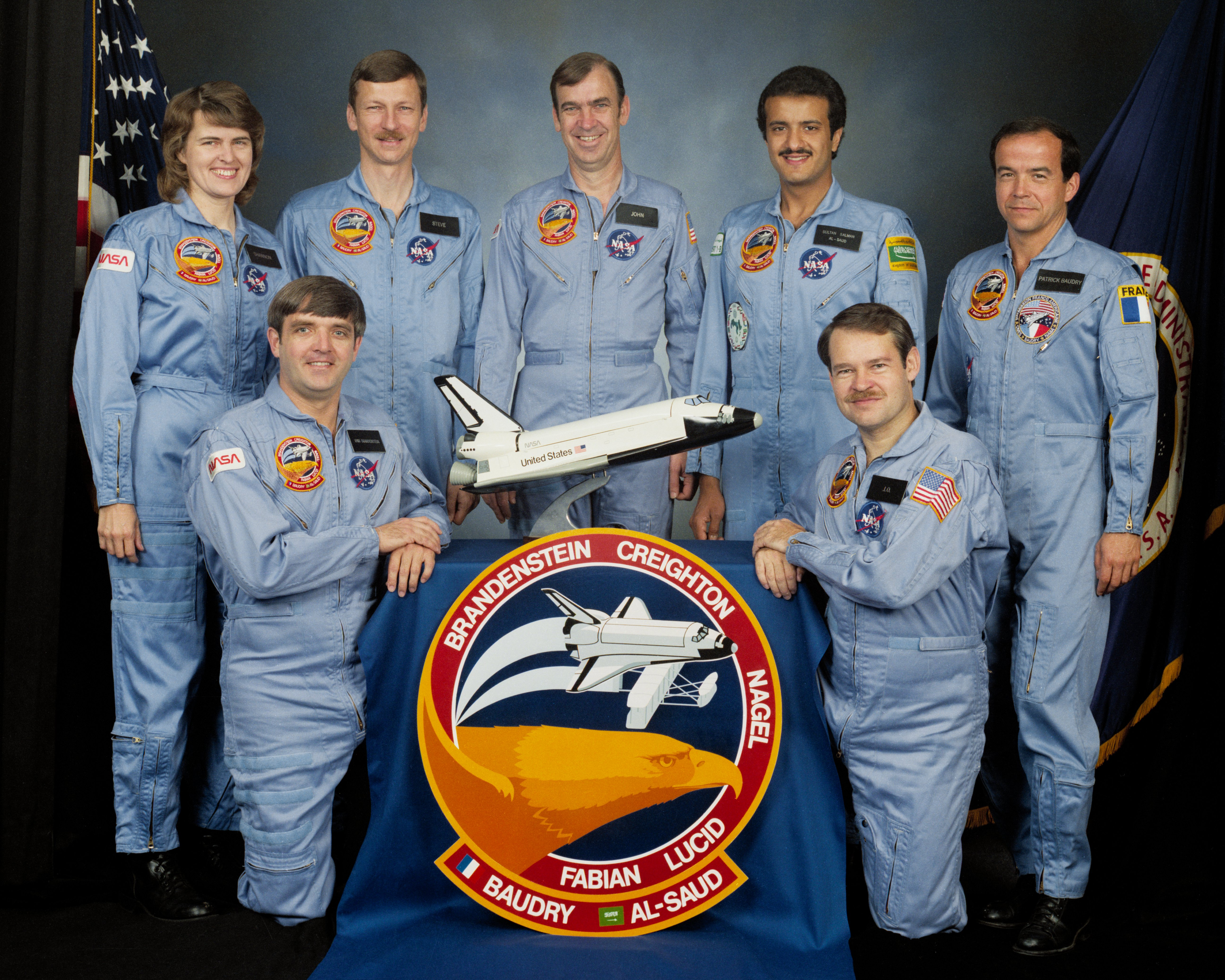
STS 51-Gの乗組員

1985年、スルタンはライヴエイドの期間にMTVで放映されたCMを収録した。また1985年の創設当時からサウジアラビア空軍に中佐として従軍し、1996年の退役時までに大佐に昇進した。

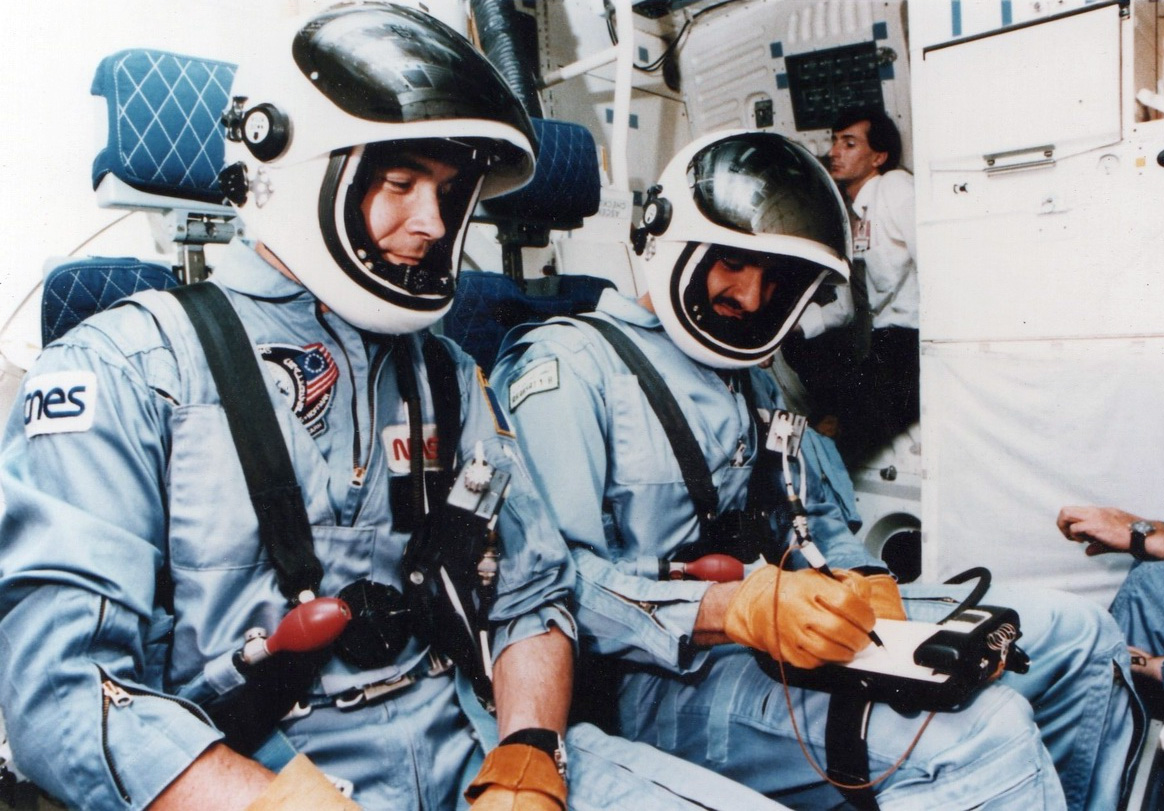
パトリック・ボードリーとスルタン、1985年

## 私生活
妻は、サウジアラビアの外務大臣サウード・アル＝ファイサルの娘であり、3人の子供がいる。息子のサルマン（1990年生）は、セント・アンドルーズ大学に通い、2012年12月5日にリヤドで、ムハンマド・ビン・アブドゥル・ラハマーンのひ孫であるカリード・ビン・サウド・アル・サウドの娘と結婚した。
趣味は、グライダーとスキーである。ディルイーヤに農場を所有する。

### 受賞
2012年11月、シラキュース大学とヌーラ・ビント・アブドゥッラハマーン王女大学の間のパートナーシップの立ち上げへの尽力に対し、シラキュース大学から総長メダルが授与されている。